# Rosendahl
Rosendahl település Németországban, azon belül Észak-Rajna-Vesztfália tartományban. Lakosainak száma 10 897 fő (2023. december 31.). Rosendahl Gescher, Billerbeck, Coesfeld, Horstmar és Legden községekkel határos.

## Népesség
A település népességének változása:
| Lakosok száma | 8859 | 10 712 | 10 716 | 10 806 | 10 806 | 10 840 | 10 897 |
|               | 1975 | 2015   | 2017   | 2019   | 2021   | 2022   | 2023   |